# Gogol River
Der  Gogol River (auch Weu genannt) ist ein etwa 165 km langer Fluss im Norden von Papua-Neuguinea, der im Südwesten der Adelbert Range entspringt und in die Astrolabe Bay mündet.
Von der Quelle fließt der Fluss zunächst grob in südliche Richtung und schwenkt dann Richtung Südosten, bevor er 10 Kilometer südlich der Provinzhauptstadt Madang in die Astrolabe Bay mündet. Etwa 12 km oberhalb der Mündung trifft der Nuru River von Süden kommend auf den Fluss.
Der Gogol wurde 1886 von Georg von Schleinitz entdeckt und ab dem 8. Oktober 1890 von Karl Lauterbach im Rahmen seiner Gogol-Expedition auf 74 Kilometern untersucht.